# Chimaireus
Chimaireus (altgriechisch Χιμαιρεύς Chimaireús) ist eine Gestalt der griechischen Mythologie. Er ist der Sohn des Prometheus mit der Kelaino und Bruder des Lykos.
Wie sein Bruder war Chimaireus in Troja bestattet. Während einer Pest in Sparta erteilte ein Orakel die Weisung, ein edler Lakedaimonier müsse auf den Gräbern der Brüder ein Opfer bringen, um die Pest zu beenden. Daraufhin reiste Menelaos nach Troja, vollzog die Opfer und war während dieser Zeit Gastfreund des Paris – eine Gastfreundschaft, die den Trojanischen Krieg auslösen sollte.